# René Wolff

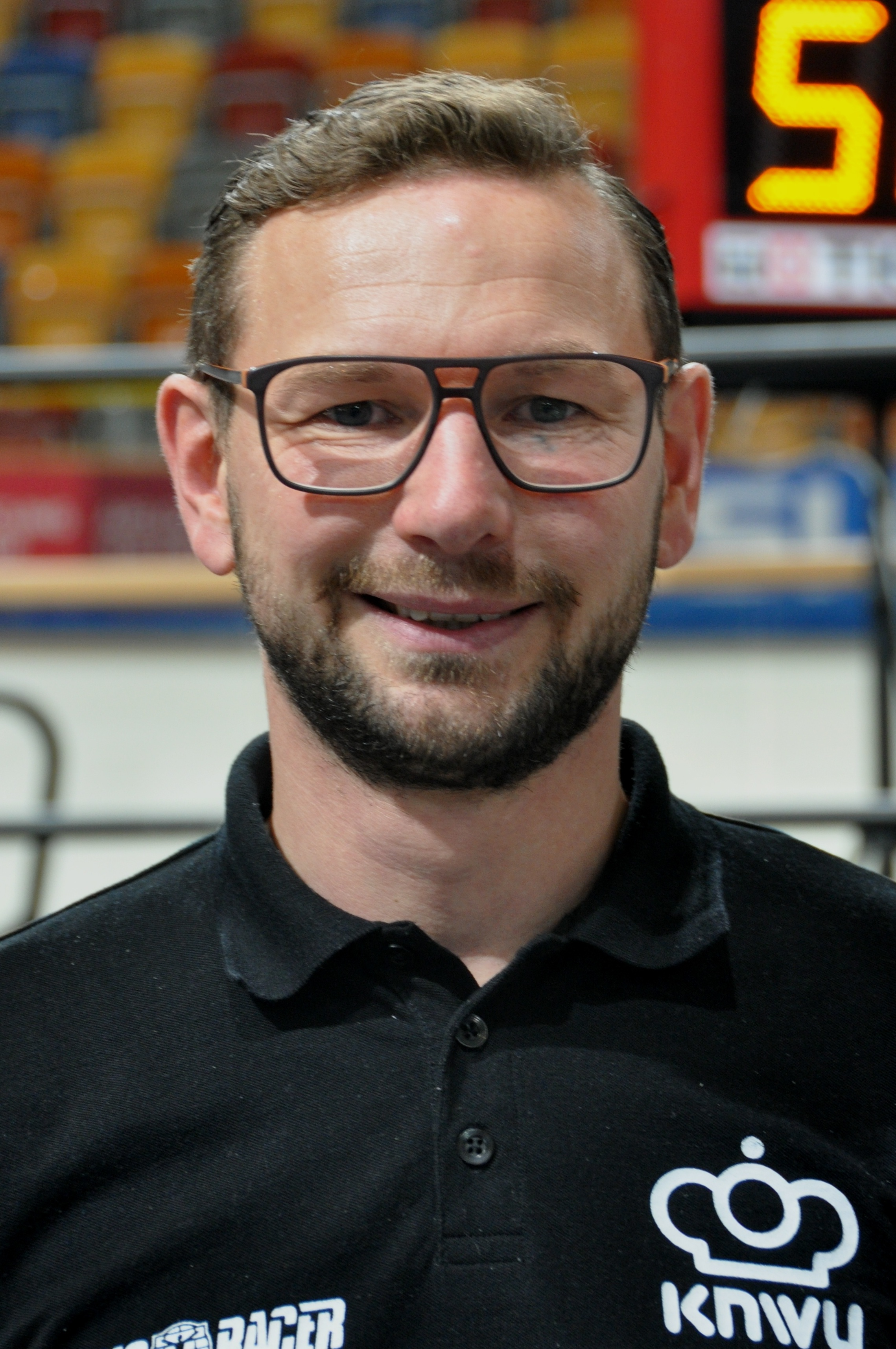
René Wolff (2016)

René Wolff (ur. 4 kwietnia 1978 w Erfurcie) – niemiecki kolarz torowy, wielokrotny medalista mistrzostw świata, dwukrotny medalista olimpijski.

## Sukcesy

### Igrzyska olimpijskie
- 2004 -  sprint drużynowo;  sprint

### Mistrzostwa świata w kolarstwie torowym
- 2002 -  keirin
- 2003 -  sprint drużynowo;  sprint
- 2005 -  sprint;  sprint drużynowo